# Benjina-Nangasuri Airport
Benjina-Nangasuri Airport är en flygplats i Indonesien. Den ligger i den östra delen av landet, 3 000 km öster om huvudstaden Jakarta. Benjina-Nangasuri Airport ligger 24 meter över havet. Den ligger på ön Pulau Maikoor.
Terrängen runt Benjina-Nangasuri Airport är platt. Havet är nära Benjina-Nangasuri Airport åt nordväst. Runt Benjina-Nangasuri Airport är det ganska glesbefolkat, med 30 invånare per kvadratkilometer. I omgivningarna runt Benjina-Nangasuri Airport växer i huvudsak städsegrön lövskog.